# Кировское сельское поселение (Черноморский район)
Ки́ровское се́льское поселе́ние (укр. Кіровське сільське поселення, крымскотат. Кировское кой юрту, Кировское кой юрту) — муниципальное образование в составе Черноморского района Республики Крым России.

## География
Поселение расположено в восточной части района, в степном Крыму, на Тарханкутской возвышенности. Граничит на севере с Далёковским, на востоке с Красноярским, на юге с Краснополянским и на западе с Межводненским сельскими поселениями.
Площадь поселения 190,24 км².
Основная транспортная магистраль: автодорога 35Н-602 (по украинской классификации — С-0-11701).

## Население
1. Н/Д[9]
2. Н/Д[10]

## Состав сельского поселения
Поселение включает 4 населённых пункта:
| № | Населённый пункт | Тип населённого пункта | Население на 2014 год |
| - | ---------------- | ---------------------- | --------------------- |
| 1 | Кировское        | село, центр            | ↘2086                 |
| 2 | Дозорное         | село                   | ↘189                  |
| 3 | Задорное         | село                   | ↘59                   |
| 4 | Низовка          | посёлок                | ↘78                   |

## История
Согласно книге «Города и села Украины. Автономная Республика Крым. Город Севастополь. Историко-краеведческие очерки», Кировский сельский совет был образован в 1944 году. На 15 июня 1960 года он уже существовал и в его состав входили населённые пункты:

| - п Глебовка - п Грозное - п Дедово - Дозорное - Журавлёвка - Задорное - Колодезное | - п Кировский - Низовка - Степное - п Тихое - п Успешное - п Ярославка |

К 1 января 1968 года Грозное и Зоряное передали в Далёковский сельсовет, Дедово и Тихое упразднены. К 1977 году ликвидированы Глебовка, Колодезное, Степное, Успешное и Ярославка и сельсовет обрёл современный состав.
С 12 февраля 1991 года сельсовет в восстановленной Крымской АССР, 26 февраля 1992 года переименованной в Автономную Республику Крым. С 21 марта 2014 года в составе Крыма аннексировано Россией. Законом «Об установлении границ муниципальных образований и статусе муниципальных образований в Республике Крым» от 4 июня 2014 года территория административной единицы была объявлена муниципальным образованием со статусом сельского поселения.